# Nasim Eshqi
Nasim Eshqi (persisch نسیم عشقی; geboren am 21. März 1982 in Teheran) ist eine iranische Sportkletterin und Frauenrechtsaktivistin. Sie ist besonders erfolgreich in den obersten Schwierigkeitsklassen, auch und insbesondere in langen Gebirgstouren. Seit 2022 setzt sie sich vermehrt für Menschen- und Frauenrechte ein und nutzt ihre Bekanntheit als Kletterin, um für diese zu werben.

## Leben
Eshqi wurde 1982 zu Nouruz, der Tag-und-Nacht-Gleiche, in eine gebildete Teheraner Familie geboren; ihre Mutter war Lehrerin, ihr Vater Universitätsprofessor. Die Familie war eher unpolitisch, nicht sehr gläubig, aber konservativ eingestellt. Ihr Vorname Nasim ist Farsi und bedeutet „Brise“. Sie hat eine jüngere Schwester und zwei Brüder. Eshqui sei als Kind hyperaktiv gewesen, diese Energie lebte sie beim Sport aus. Ab einem Alter von elf Jahren betrieb sie Kickboxen, einen Sport mit Vollkontakt. In diesem Sport wurde sie zehn Mal iranische Meisterin. Um an internationalen Wettkämpfen teilzunehmen, hätte sie die Haare bedecken und die iranischen Kleidervorschriften einhalten müssen. Da sie keine Werbung für das Regime machen wollte, hatte sie sich entschieden, den Sport aufzugeben.
Eshqis Eltern hatten sich mit dem Regime arrangiert und konnten mit dem Widerstand ihrer Tochter schlecht umgehen. Daher entschied sie sich frühzeitig, ihr Elternhaus zu verlassen.
Im Jahre 2000 begann sie ein Studium der Sportwissenschaft. Wieder war Sport für sie ein wichtiges Ventil, diesmal um die Enttäuschung nach ausgebliebenen Reformen im Iran zu verarbeiten. 2005 schloss sie ihr Studium ab. Sie gründete eine Klettersport-Akademie im Iran, um auch anderen Frauen (und Männern) den Sport nahezubringen.
2015 wurde sie von Stefan Glowacz und dessen Unternehmen Red Chili nach Europa eingeladen; sie hatte ein Visum von 30 Tagen. Seit 2022 lebt sie zusammen mit ihrem Lebensgefährten in Südtirol, Italien, und hat mehrere Sponsorenverträge mit Outdoorherstellern. Zwei ihrer Sponsoren trennten sich von ihr, weil sie ihr Engagement für Menschenrechte im Iran nicht mittragen wollten. Ihre Haupteinnahmequellen waren seitdem Einnahmen aus Vorträgen und aus ihrem 2024 veröffentlichten Buch.

## Aktivismus und Exil
Im Jahre 1999 gab es im Iran massive Studentenproteste, Eshqi war eine von ihnen. Als sie mit anderen Studenten eingekesselt wurde, fürchtete sie um ihr Leben. Sie war enttäuscht und wandte sich von der Politik ab. Mehrere Male wurde sie von der Sittenpolizei verhaftet und verhört; jede diese Verhaftungen hatte sie psychisch beeinträchtigt und für Monate blockiert. Frei kam sie, wenn ihre Eltern Bestechungsgelder zahlten.
Eshqi setzt sich für die Rechte der Frauen im Iran ein, insbesondere nach dem Tod von Jina Mahsa Amini im September 2022, den sie konsequent Mord nannte. Nach Aminis Tod war sie von einer Reise nicht mehr in den Iran zurückgekehrt und lebt seitdem in Europa (Stand 2024). Sie machte es sich immer mehr zur Aufgabe, auf die Missachtung der Menschenrechte im Iran hinzuweisen. Insbesondere die Unterdrückung der Frauen ist ihr ein Anliegen. Sie will den Menschen im Iran eine Stimme geben und nutzt dafür ihre Bekanntheit als Kletterin. Durch ihr Engagement für Menschen- und Frauenrechte war es ihr verwehrt, in den Iran zurückzukehren, den sie aber nach wie vor als ihre Heimat betrachtet.
Sie hat aber auch eine universelle Botschaft an Frauen: Frauen müssten sich nicht an Männern orientieren. Wenn Frauen etwas mit Freude machen, Träume leben, sollten sie niemals die Perspektive der Männer kopieren, sondern sich trauen und ihre eigene Perspektive und Sicht auf die Dinge des Lebens einnehmen.
Eshqi gründete 2023 das Projekt „Wenn die Berge sprechen“, das darauf fokussiert, jeder neuen Erstbesteigung einen Namen zu geben, der an die Menschenrechts- oder Frauenbewegung erinnert. Dies hat sie bereits mit ihren ersten zwei neuen Routen umgesetzt.

## Alpinistische Karriere
Im Alter von 23 Jahren entdeckte Eshqi das Klettern, als sie bei einer Wanderung in den Bergen des Irans zufällig einige Kletterinnen traf. Bis dahin dachte sie, es wäre eine Indoor-Sportart, bei der naturgemäß Regeln vom Regime leichter zu überwachen wäre. Draußen zu sein, in den Bergen, weit weg von der Sittenpolizei, bedeutete Unabhängigkeit von den Strukturen des Regimes. Es zog sie immer mehr in die Klettergebiete des Iran. Eshqi begann, Kletterkurse zu geben, um auch anderen Frauen dieses Erlebnis zu ermöglichen. In den Bergen und in der Wildnis konnte sie sich frei entfalten. Dies habe sich aber seit 2022 verändert, seit dem Ausbruch der Revolten kontrolliere das Regime auch die Berge. Auch sei das Klettern ein Sport ohne Gegner, entscheidend seien Technik, Balance und Koordination.

### Wesentliche Stationen von Eshqis Kletterkarriere
- 2003 bestieg sie den Damawand (5604 m), den höchsten Berg Irans.
- 2009 zog sie in die Vereinigten Arabischen Emirate, wo sie in einer Kletterhalle arbeitete.
- 2012 gelang ihr die erste freie Begehung und erste Frauenbegehung der „Hamedan-Route“ an der Nordwand des Alam-Kuh (4850 m) im Schwierigkeitsgrad 7b+.[8]
- 2014 erreichte sie als erste Iranerin den Schwierigkeitsgrad 8b im Vorstieg.
- 2015 erste frei Begehung der Route „A girl for all seasons“ (7b+, 250 m) im Sektor Noghre Darre, Bisotun, nordwestlicher Iran.[8]
- Erste freie Begehung der Route „Mr. Nobody“ (8b+) im Klettergebiet Baraghoun.[8]
- Erste freie Begehung durch eine Frau der Route „Iran Swiss“ (8a+) an der Pol-e-Khaab-Wand (Polekhab Wall), Iran.[8]
- 2021 gelang ihr zusammen mit ihrem Kletterpartner Sina Heidari im Elburs-Gebirge am Südpfeiler des Alam-Kuh die Erstbegehung der Route „Jangjooyankohestan“ (7b+).[1]
- 2022 gelingt ihr im Mont-Blanc-Gebiet am Arête des Cosmiques an der Aiguille du Midi die Route „Digital Crack“ (8a, 50 m).[1]

Eshqi ist auch international aktiv und hat in der Türkei, in Indien und mehreren europäischen Ländern geklettert.

### Wesentliche Erstbegehungen von Eshqi
Im Iran erschloss Eshqi an die 100 Sport- und Mehrseillängenrouten, darunter auch so schwierige wie 2019 „Mrs. Nobody“ (8b+) im Klettergebiet Baraghoun, eine Verlängerung der bereits existierenden Route „Mr. Nobody“.
Im September 2023 eröffnete sie im Mont-Blanc-Gebiet am Granitturm Le Minaret (3450 m) oberhalb des Argentière-Gletschers die Route „Rise up for human rights“ (6c+) und in den Dolomiten die Route „Women love freedom“.
Eshqi sind Erstbegehungen nicht so wichtig, sieht es aber als großes Privileg, neue Routen erschließen zu können. Sie waren im Iran notwendig, da es noch wenige Routen gab. In Europa, insbesondere in den Alpen, sind bereits sehr viele vorhanden, daher will sie dort nur neue eröffnen, wenn diese sinnvoll sind und einen Mehrwert beinhalten.

### Herausforderungen als Sportlerin im Iran
Als Kletterin im Iran musste Eshqi zahlreiche Hindernisse überwinden. Die strengen Sittengesetze des Landes schreiben vor, dass Frauen in der Öffentlichkeit ein Kopftuch tragen und langärmlige Oberbekleidung tragen müssen. Zudem sind Kontakte zwischen nicht verwandten oder verheirateten Männern und Frauen stark eingeschränkt, was das gemeinsame Klettern erschwert. So ist es beispielsweise verboten, dass Männer und Frauen gemeinsam klettern. Eshqi wurde auch einmal verhaftet, als sie mit anderen Kletterern in einem Klettergebiet im Zelt übernachtete.

## Ehrungen und Auszeichnungen
- Im Rahmen des European Outdoor Film Festivals wurde Eshqi 2023 mit dem „21st Century Adventurer Award“ ausgezeichnet, der ihr im Rahmen der Sportmesse ISPO in München verliehen wurde.[11]
- 2022 wurde Eshqi der Albert Mountain Award der Schweizer King Albert I Memorial Foundation verliehen.[12]

## Film
Der Film Climbing Iran der Regisseurin Francesca Borghetti aus dem Jahr 2020 zeigt Eshqi beim Klettern im Iran.

## Trivia
Eshqi lackierte sich die Fingernägel gerne in Pink, das stehe für „The Power of Pink“, die Macht der Frauen und den Wunsch, sich frei bewegen und entfalten zu können.

## Veröffentlichungen
- Nasim Eshqi, Francesca Borghetti: Ero roccia ora sono montagna: La mia battaglia per i diritti delle donne in Iran[dt.: Ich war ein Fels, jetzt bin ich ein Berg: Mein Kampf für die Rechte der Frauen im Iran]. Biografie. Verlag Garzanti, Mailand 2024, ISBN 978-88-11-01125-5 (italienisch).